# Орел-карлик
Орел-ка́рлик (Hieraaetus pennatus) — невеликий орел, за розмірами близький до канюків (Buteo ssp.). В Україні гніздовий, перелітний птах.

## Зовнішній вигляд

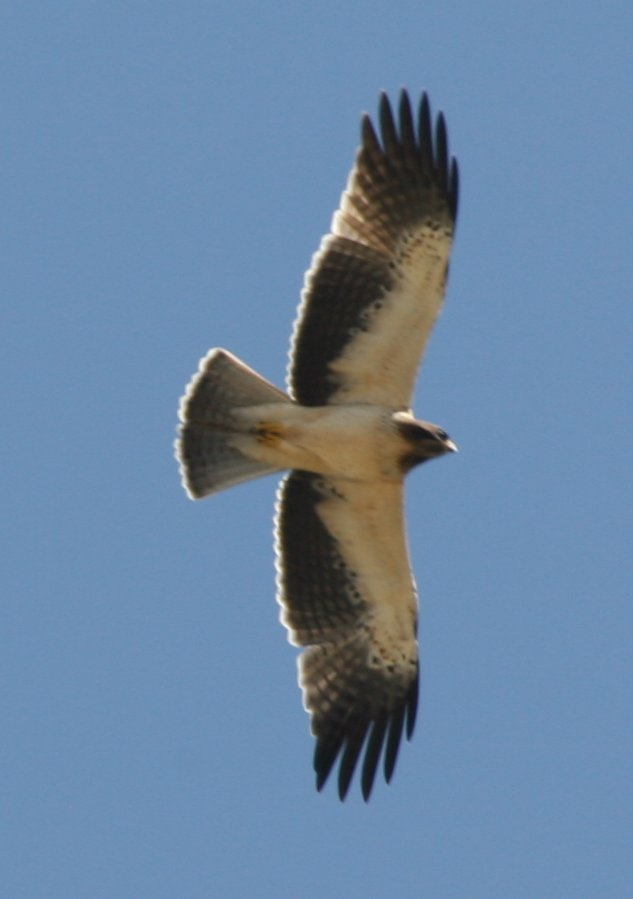
Птах світлої морфи у польоті

Хвіст довгий і вузький, без смуг, світліший за решту низу. Лапи жовті. Дзьоб чорний. Очі світло-коричневі, у молодих орлів-карликів темніші, аж до темно-бурих. Забарвлення буває двох типів: світлого і темного (поліморфізм у забарвленні). У птахів світлої морфи низ світло-вохристий, часто майже білий, з вузькими темними плямами. Верх тіла бурий. У птахів темної морфи забарвлення верху і низу тіла темно-буре, на голові часто помітний рудий або золотистий відтінок, як у справжніх орлів. Надхвістя вохристе або світло-буре, контрастує із загальним забарвленням спини і хвоста у обох морф. Самки більші за самців, однак забарвлення у обох статей однакове. Маса — 0,5-1,3 кг, довжина — 45-53 см, крило самців — 34,2-37,8 см, самок — 37,4-42,5 см, розмах 100—132 см. Тобто самка трошки більша ніж самець

## Ареал та місця існування
Ареал охоплює Євразію (південна частина та помірний пояс), Північно-3ахідну та Екваторіальну Африку, Австралію. Зимує переважно в Африці та Індії. В Україні гніздиться головним чином у лісостеповій зоні, у степову заходить долинами річок і деякими байраками; у Криму буває під час весняних та осінніх міграцій.
Полюбляє ділянки старих широколистяних та мішаних лісів, що межують з відкритими просторами; рідше байрачні та заплавні ліси степової зони.

## Чисельність і причини її зміни
В Європі чисельність оцінюється у 4,4—8,9 тис. пар, що становить 25—49 % світової популяції. В Україні у середині XX ст. помітно зменшилась, наприкінці 1980—1990 рр. становила не менш 450—500 пар. В останнє десятиріччя спостерігається стабілізація чисельності. Основна чисельність виду зосереджена на півночі Одеської області, в Кіровоградській області та на сході України. Основними причинами зміни чисельності є скорочення площі старих лісів, незаконний відстріл, зменшення чисельності ховрахів як головного об'єкту живлення.

## Особливості біології

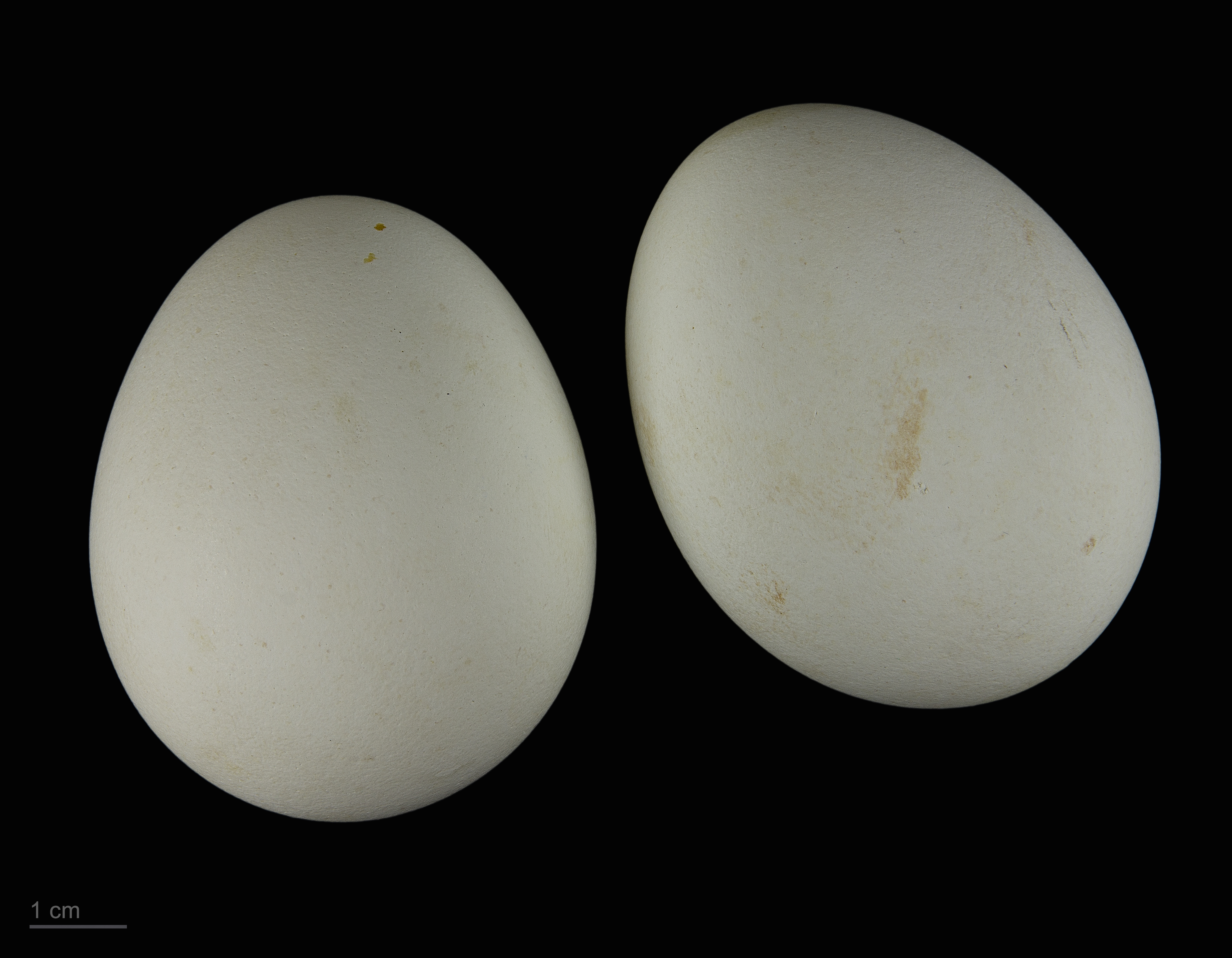
Яйця орла-карлика в оологічній колекції, Тулузький музей

Перелітний птах, весняний проліт починається у квітні. Летить поодинці або парами. З другої половини квітня займає гніздові ділянки і приступає до шлюбних ігор. Гнізда будує у верхній частині старих дерев (найчастіше на дубах), на висоті 10—27 м, в штучних лісах на півдні країни гніздиться на висоті до 4 м від землі. У кладці (кінець квітня — початок травня) 1—2 (рідше 3) яйця. Насиджує переважно самка, близько 30 діб. Пташенята залишають гніздо у липні — на початку серпня. Живиться переважно гризунами і птахами дрібних та середніх розмірів.

## Охорона
Вид занесений до Червоної книги України (охоронна категорія: рідкісний), Конвенції з міжнародної торгівлі вимираючими видами дикої фауни і флори (CITES) (Додаток І), Боннської (Додаток ІІ) та Бернської (Додаток ІІ) конвенцій. Занесений до Червоних книг Білорусії і Польщі. На регіональному рівні в Україні занесений до Червоної книги Українських Карпат.
В Україні охороняється в Канівському і Луганському природних заповідниках, Національному заповіднику «Хортиця» та ін..